# Claude de Moy
Claude de Moy est une comtesse de Chaligny, (1572-1627) épouse de Henri de Lorraine-Chaligny.

## Enfance
Claude de Moy naît au château de Thugny-Trugny. Elle est la fille unique de Charles Marquis de Moÿ et de Catherine de Suzanne.

## Mariages et enfants

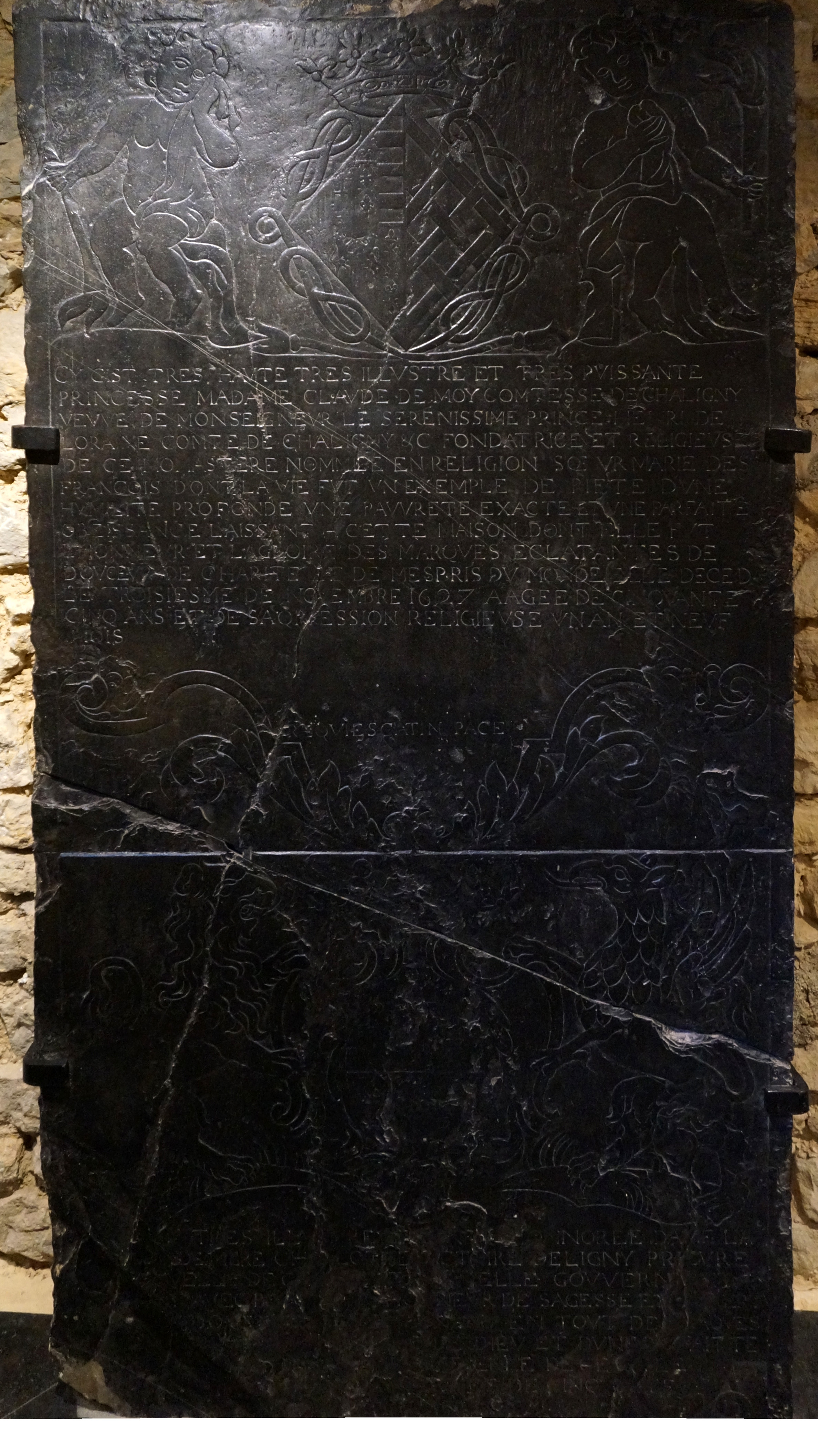
Sa dalle funéraire.

Elle fut mariée à l'âge de onze ans à George de Joyeuse, baron de Saint Didier, le 5e fils de Guillaume de Joyeuse Mareschal de France, et de Marie de Batarnay comtesse du Bouchage.
Veuve, elle épousa en secondes noces, le 19 septembre 1585 Henri de Lorraine-Chaligny et eut :
- Charles (1592 † 1631), comte de Chaligny, puis évêque de Verdun de 1611 à 1623
- Louise de Lorraine-Chaligny (1595 † 1667), dame de Busigny, mariée en 1608 à Florent (1588 † 1622), « prince de Ligne », marquis de Roubaix
- Henry de Lorraine (1596 † 10 juin 1672) comte de Chaligny, et marquis de Moy
- François de Lorraine (1599 † 1671), évêque de Verdun de 1623 à 1661, puis comte de Chaligny

## Bienfaitrice d'un monastère
Le bâtiment administratif de la médiathèque Voyelles à Charleville-Mézières est le pavillon de la comtesse de Chaligny, il est édifié en 1623 pour compléter un monastère édifié en 1622 dans Charleville, ville nouvelle, sur l'actuelle place Jacques-Félix, alors place du Saint-Sépulcre. La vocation des sépulcrines était l'instruction des jeunes filles. Veuve, la comtesse de Chaligny, Claude de Moy, fut en effet, fondatrice, religieuse et bienfaitrice du monastère des Sépulcrines, elle est enterrée en 1627 dans la chapelle du Saint-Sépulcre. Sa pierre tombale, retrouvée en 1866, est conservée au Musée de l'Ardenne : "Cy gist très illustre et très puissante princesse madame claude de Moy, comtesse de Chaligny, veuve de Monseigneur le sérénissime Prince Henri de Lorraine, comte de Chaligny, fondatrice et religieuse de ce monastère, nommée en religion sœur Marie de Saint-François, dont la vie fut un exemple de piété d'une humilité profonde, une pauvreté exacte et une parfaite obéissance, laissant à cette maison dont elle fut l'honneur et la gloire des marques éclatantes de douceur et de charité et de mépris du monde. Elle décéda le troisième jour de novembre 1627 âgée de 55 ans et de sa profession religieuse un an et neuf mois."